# Rajakhedi
Rajakhedi é uma vila no distrito de Sagar, no estado indiano de Madhya Pradesh.

## Demografia
Segundo o censo de 2001, Rajakhedi tinha uma população de 19,023 habitantes. Os indivíduos do sexo masculino constituem 53% da população e os do sexo feminino 47%. Rajakhedi tem uma taxa de literacia de 73%, superior à média nacional de 59.5%: a literacia no sexo masculino é de 79% e no sexo feminino é de 67%. Em Rajakhedi, 15% da população está abaixo dos 6 anos de idade.